# Theodore Annemann
Theodore 'Theo' Annemann (1907 – 12. ledna 1942), vlastním jménem Theodore John Squires byl americkým profesionálním kouzelníkem specializujícím se na oblast mentalismu. Stal se slavným zejména díky vylepšením a zušlechtěním mnohých klasických mentalistických představení, která jsou dodnes využívána současnými umělci.

## Život
Annemann začal pracovat jako železniční úředník a časem se přesunul do showbyznysu jako tenorista a kouzelnický asistent. Následně se začal zajímat o mentalismus a s využitím své invence a zkušeností se stal jedním z nejtalentovanějších a nejrespektovanějších kouzelníků třicátých let. Annemann zdokonalil svou vlastní verzi iluze chycení kulky tím, že ji začal předvádět v exteriérech. Zprávy z jeho představení popisují události jako "dramatický efekt, při němž Annemann skoro zkolaboval vlivem palebné síly zbraně a následně vyplivl kulku ze svých zkrvavených úst".
Roku 1934 se stal redaktorem známého časopisu The Jinx, který byl vydáván především pro kouzelníky. Časopis byl primárně zaměřen na mentalismus, ale zahrnoval také průkopnické efekty z jiných odvětví kouzelnictví. Po Annemannově smrti bylo vydávání časopisu zastaveno a jeho výtisky se staly sběratelskými kousky. Efekty z časopisu byly otištěny v několika knihách a rukopisech, mezi nimi i v Annemann's Practical Mental Magic. Tato kniha je považována za klasiku na poli mentalismu.
Annemann byl dvakrát ženatý a s první ženou měl možná dítě. Jeho osobnost je terčem mnoha spekulací. Na noc 12. ledna 1942 měl Annemann naplánované představení svého chycení kulky, poprvé v interiéru. Před představením však spáchal sebevraždu. Protože důvod sebevraždy je nejasný, možná se nikdy nedovíme, proč se Theo ve věku necelých pětatřiceti let rozhodl ukončit svůj život. Existují domněnky, že Annemann v době své smrti trpěl mimo jiné strachem ze svých představení a [drogovými závislostmi spojenými s vnitřním zármutkem.

## Knihy

### Vydány posmrtně
- Ted Annemann's Full Deck of Impromptu Card Tricks (Balíček Teda Annemanna plný karetních triků bez přípravy) (1943)
- Ted Annemann's Practical mental effects (Praktické mentální efekty Teda Annemanna) (1944)
- Annemann's Miracles of Card Magic (Annemannovy zázraky karetní magie) (1948)
- Annemann's Buried Treasures (Annemannovy zakopané poklady) (1952)
- Miracles of Card Magic (Zázraky karetní magie) (1964)
- Annemann's Card Magic (Annemannova karetní magie) (1977) ISBN 0-486-23522-X
- Practical Mental Magic (Praktická mentální magie) (1983) ISBN 0-486-24426-1

### Annemannovy rukopisy
- Card Miracles (Karetní zázraky) (1929)
- Mental mysteries (Mentální záhady) (1929)
- The Book With a Name (Kniha se jménem) (1931)
- The Book Without a Name (Kniha beze jména) (1931)
- The Trick of the Month Club Presents: A Dead Name Duplication (Klub Trik měsíce uvádí: Duplikát mrtvého jména) (1931)
- 202 Methods of Forcing (202 metod vnucení karty) (1933)
- Annemann Manuscripts (Annemannovy rukopisy) (1933)
- Sh-h-h--!: It's a Secret (Pššt! To je tajemství) (1934)
- The Incorporated Strange Secrets (Vestavěná zvláštní tajemství) (1939)

### Životopis
- Annemann, Life and Times of a Legend (Annemann, život a doba legendy) - Max Abrams, L & L Publishing (1992)